# Liste der Bodendenkmale in Linau
In der Liste der Bodendenkmale in Linau sind die Bodendenkmale der Gemeinde Linau nach dem Stand der Bodendenkmalliste des Archäologischen Landesamts Schleswig-Holstein von 2016 aufgelistet. Die Baudenkmale sind in der Liste der Kulturdenkmale in Linau aufgeführt.
| Denkmal-ID           | Befundart          | Bezeichnung                                | Zeitstellung | Lage | Bemerkungen | Bild |
| -------------------- | ------------------ | ------------------------------------------ | ------------ | ---- | --- | ---- |
| aKD-ALSH-Nr. 000 813 | Befestigung > Burg | Burg/Motte/Ringwall/Turmhügel „Burg Linau“ | Mittelalter  |      | Einzige Burgruine Südholsteins, deren von einer 3 m dicken Mauer umgebener Burgfried in einer Höhe von 3 m erhalten ist. |      |